# Walla Walla (Washington)
Walla Walla es la ciudad más grande del condado homónimo del estado estadounidense de Washington. De acuerdo con el censo del año 2000, tenía una población de 29.686 habitantes, mientras que en el año 2008 esta cifra llegó a las 31.350 personas. Walla Walla se encuentra en la región sureste de Washington, aproximadamente a cinco horas en coche de Seattle y a poca distancia de la frontera con Oregón.
En Walla Walla se encuentran el Whitman College, el Walla Walla Community College y el Centro Penitenciario del Estado de Washington. La universidad de Walla Walla está en la población vecina de Walla Walla. El banco más antiguo del estado, el Baker Boyer Bank, fue fundado en Walla Walla en el año 1869.
Walla Walla es conocida por sus cebollas dulces (en inglés, sweet onions) y alberga numerosas bodegas.

## Información general

### Historia
El 1 de septiembre de 1836 el doctor Marcus Whitman llegó a la zona donde actualmente se encuentra Walla Walla acompañado de su esposa, Narcissa Whitman, y juntos formaron una misión llamada la Misión Whitman (en inglés, the Whitman Mission) para convertir, sin éxito, a la población autóctona al Cristianismo. Tras una epidemia, la pareja fue asesinada por la tribu de los Cayuse, que pensaban que los Whitman estaban envenenando a los nativos. El centro educativo Whitman College fue fundado en su memoria.
El lugar cobró importancia dada la posición geográfica de Walla Walla gracias al comercio entre diferentes localidades del Territorio de Oregón. El río Walla Walla, afluente del Río Columbia fue donde comenzó Mullan Road, una primitiva carretera construida entre 1859 y 1860.
Gracias a la fiebre del oro, la población aumentó considerablemente en la década de 1860. Los habitantes de la zona vivían principalmente gracias a la agricultura.

### Geografía y clima
Walla Walla se encuentra en las coordenadas 46°3′54″N 118°19′49″O / 46.06500, -118.33028 (46.065094w, -118.330167e).

### Trivia
Walla Walla está hermanado con la localidad japonesa de Sasayama.
El juego Magic: el encuentro fue creado en Whitman College en 1993.
Las autoridades locales afirman a menudo que Walla Walla es "un lugar tan bonito que lo bautizaron dos veces" (the town so nice they named it twice). Significa, en el idioma de los indios nativos, "lugar de muchas aguas". Walla Walla se llamó originalmente Steptoeville en honor al coronel Edward Steptoe.